# 西区 (大邱広域市)

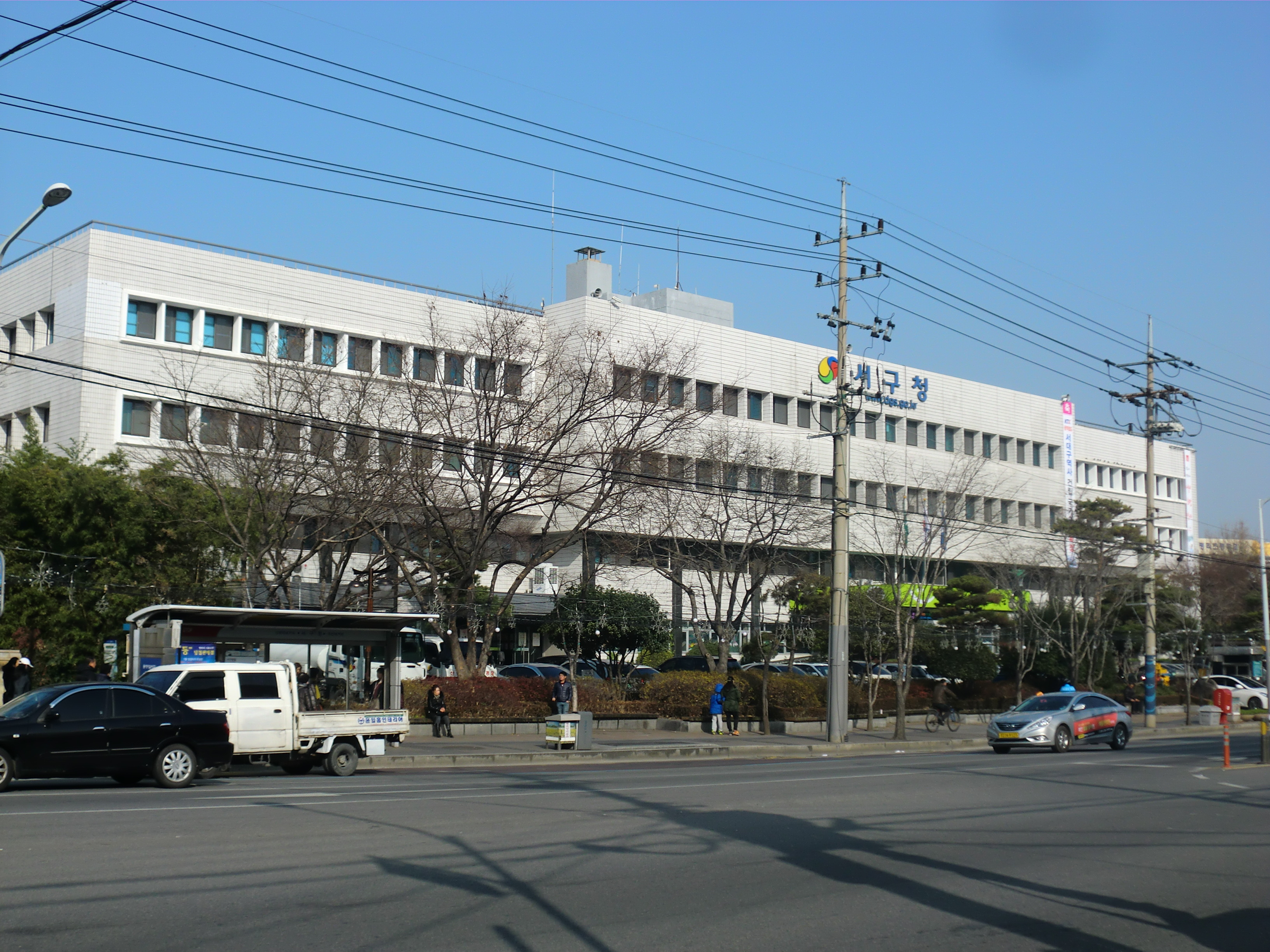
西区庁

西区（ソく/서구）は、大韓民国大邱広域市の区である。

## 歴史
- 1963年1月1日 - 慶尚北道大邱市聖堂洞・内唐洞・飛山洞・坪里洞・中里洞・梨峴洞・上里洞・院垈洞・魯谷洞・助也洞の区域をもって、西区が設置される。
- 1966年1月1日 - 北区砧山洞の一部を編入。
- 1975年10月1日 - 魯谷洞・助也洞および院垈洞の一部が北区に編入。
- 1981年7月1日 - 慶尚北道達城郡城西邑を編入。
- 1987年1月1日 - 本里洞の一部が南区に編入。
- 1988年1月1日 - 聖堂洞・壮洞・長基洞・龍山洞・甘山洞・竹田洞・梨谷洞・巴山洞・狐林洞・巴湖洞・葛山洞・新塘洞・本里洞および内唐洞の一部が達西区へ分離。

## 行政

行政区域図

行政洞は17洞、法定洞は9洞からなる。
| 行政洞     | 法定洞                          |
| ---------- | ------------------------------- |
| 内唐1洞    | 内唐洞                          |
| 内唐2・3洞 | 内唐洞                          |
| 内唐4洞    | 内唐洞                          |
| 飛山1洞    | 飛山洞                          |
| 飛山2・3洞 | 飛山洞                          |
| 飛山4洞    | 飛山洞                          |
| 飛山5洞    | 飛山洞                          |
| 飛山6洞    | 飛山洞                          |
| 飛山7洞    | 飛山洞                          |
| 坪里1洞    | 坪里洞                          |
| 坪里2洞    | 坪里洞                          |
| 坪里3洞    | 坪里洞                          |
| 坪里4洞    | 坪里洞                          |
| 坪里5洞    | 坪里洞                          |
| 坪里6洞    | 坪里洞                          |
| 上中梨洞   | 上里洞、中里洞、梨峴洞          |
| 院垈洞     | 院垈洞1街、院垈洞2街、院垈洞3街 |

### 警察
- 大邱西部警察署

## 教育機関
- 韓国ポリテク6大学

## 交通

### 鉄道
- 韓国鉄道公社
  - 京釜線
    - 西大邱駅

- 大邱交通公社
  - 大邱都市鉄道2号線
    - 甘三駅※ - 頭流駅※ - 内唐駅 - パンゴゲ駅※

  - 大邱都市鉄道3号線
    - 工団駅※ - 万坪駅※ - 八達市場駅 - 院垈駅 - 北区庁駅
- ※ 甘三駅・頭流駅・パンゴゲ駅の所在地は達西区であるが、西区との境界上にある。
- ※ 工団駅・万坪駅の所在地は北区であるが、西区との境界上にある。